# Каркассонн, Давид
Давид Каркассонн (фр. David Carcassonne; 20 декабря 1789, Ремулен, Окситания, Франция — 15 ноября 1861, Ним, Лангедок-Руссильон, Франция) — французский врач-хирург, общественный деятель и писатель

.

## Биография
Сын поставщика армии Наполеона. В возрасте двадцати трёх лет вступил медиком в Великую Армию. В качестве военного хирурга сопровождал Наполеона в 1812 году в Россию. Участник русской кампании Наполеона. Был взят в плен и некоторое время провёл в Российской империи.
По возвращении на родину поселился в Ниме, где жили его родители. Оставил медицинскую практику и стал заниматься производством ковров.
Выдвинулся в качестве общественного деятеля, с 1837 до 1848 года был членом нимского муниципалитета при короле Луи-Филиппе.
Его перу принадлежит исследование о еврейской медицине «Essai historique sur la médicine des Hebreux anciens et modernes» (1815).